# بشنة هندية
البشنة الهنديّة (الاسم العلمي: Eleusine indica) أو عشب الإوز الهنديّ هو نوع من العشب من الفصيلة النجيلية. إنه عشب سنوي صغير يتوزع في جميع أنحاء المناطق الدافئة في العالم إلى حوالي 50 درجة من خط العرض. وهو من الأنواع الغازية في بعض المناطق.

## روابط خارجية
- وسائط من كومنز
- صفحة من ويكي أنواع

- Jepson Manual Treatment
- Grass Manual Treatment
- Photo gallery
- weedipedia.net[وصلة مكسورة]